# Liláslemezű pókhálósgomba
A liláslemezű pókhálósgomba (Cortinarius calochrous) a pókhálósgombafélék családjába tartozó, Európában honos, lomberdőkben élő, nem ehető gombafaj. 

## Megjelenése
A liláslemezű pókhálósgomba kalapja 3-11 (13) cm széles, alakja eleinte domború, idősen laposan kiterül. Színe halványsárga, okkerbarna, sárgásbarna, szürkésbarna. Felszíne sima, a közepén apró barna pikkelykékkel; nedvesen tapadós, nyálkás.  
Húsa fehéres. Szaga nem jellegzetes vagy gyengén földes, édeskés; íze nem jellegzetes.
Sűrű lemezei tönkhöz nőttek. Színük eleinte halványlila, majd halvány szürkésbarna, idősen rozsdabarna. 
Tönkje 3-9 cm magas és 1,2-1,5 cm vastag. Tövén hirtelen kiszélesedő gumó található. Színe halványsárga, okkerszürke vagy krémfehér, rajta a lemezeket védő pókhálószerű kortina rozsdabarna maradványaival. 
Spórapora rozsdabarna. Spórája mandula alakú, izoláltan szemölcsös, mérete 9-13 x 5-8 µm.

### Hasonló fajok
A lisztszagú pókhálósgomba, az elegáns pókhálósgomba, a krómsárga pókhálósgomba, a bíborlila pókhálósgomba hasonlít hozzá. 

## Elterjedése és termőhelye
Európában honos. 
Lombos erdőkben él, inkább meszes talajon. Nyártól késő őszig terem. 
Nem ehető és mérgező fajokkal összetéveszthető. 

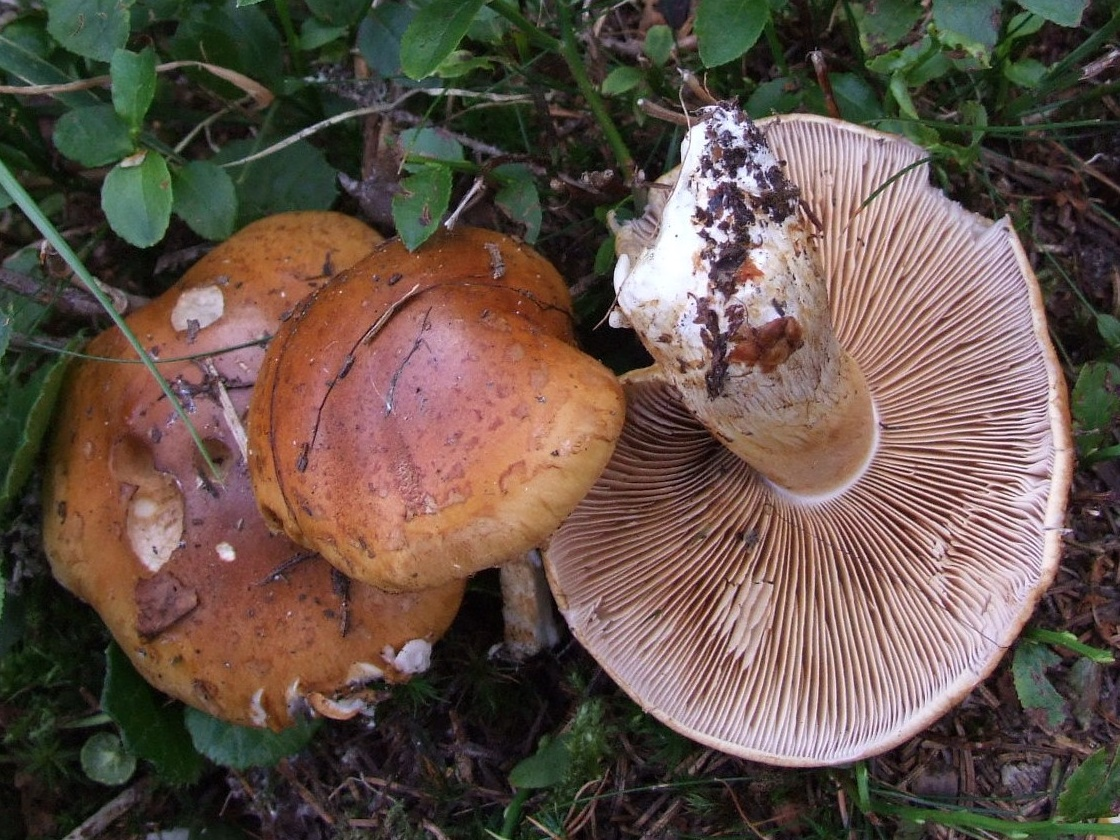
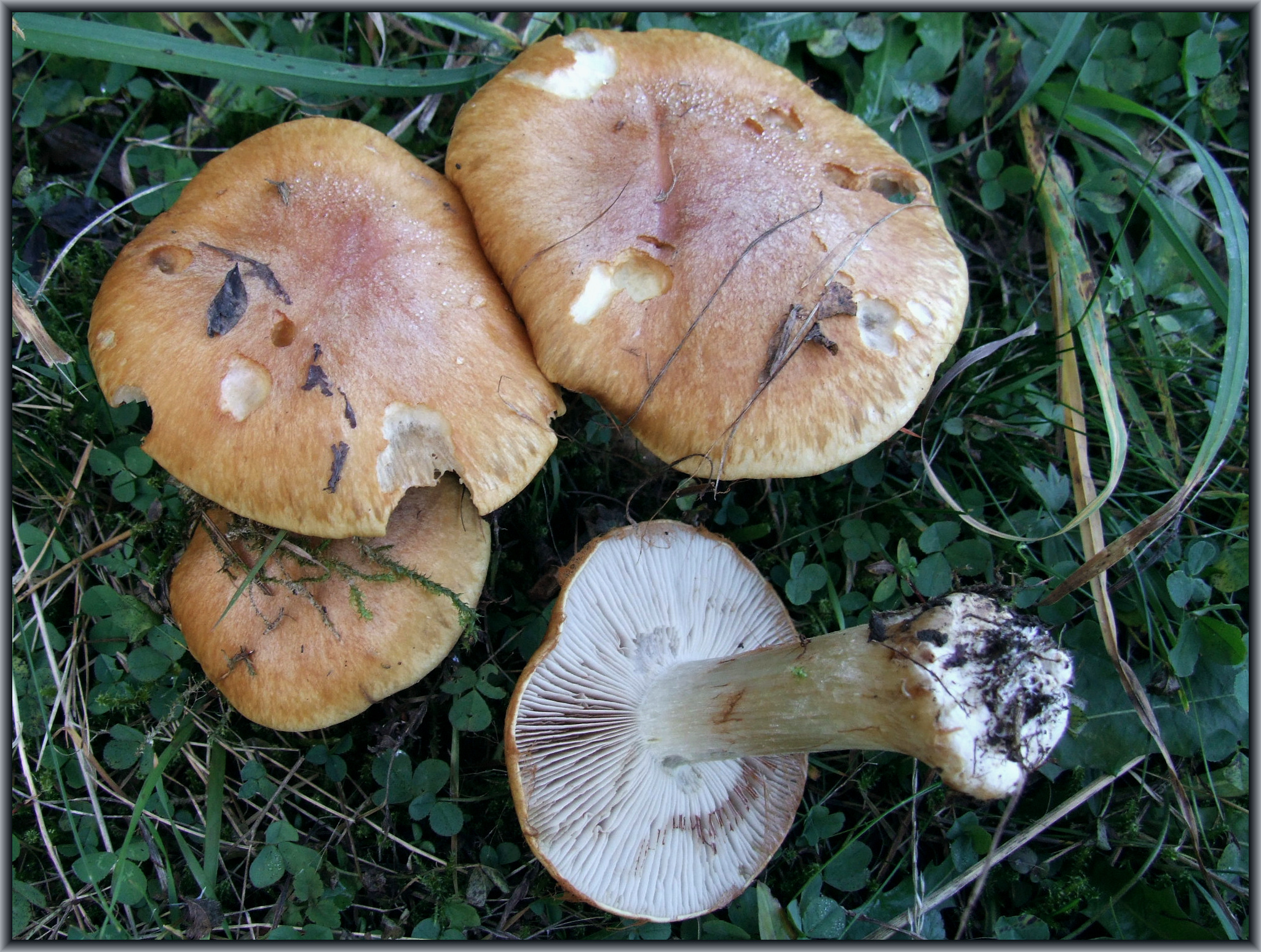
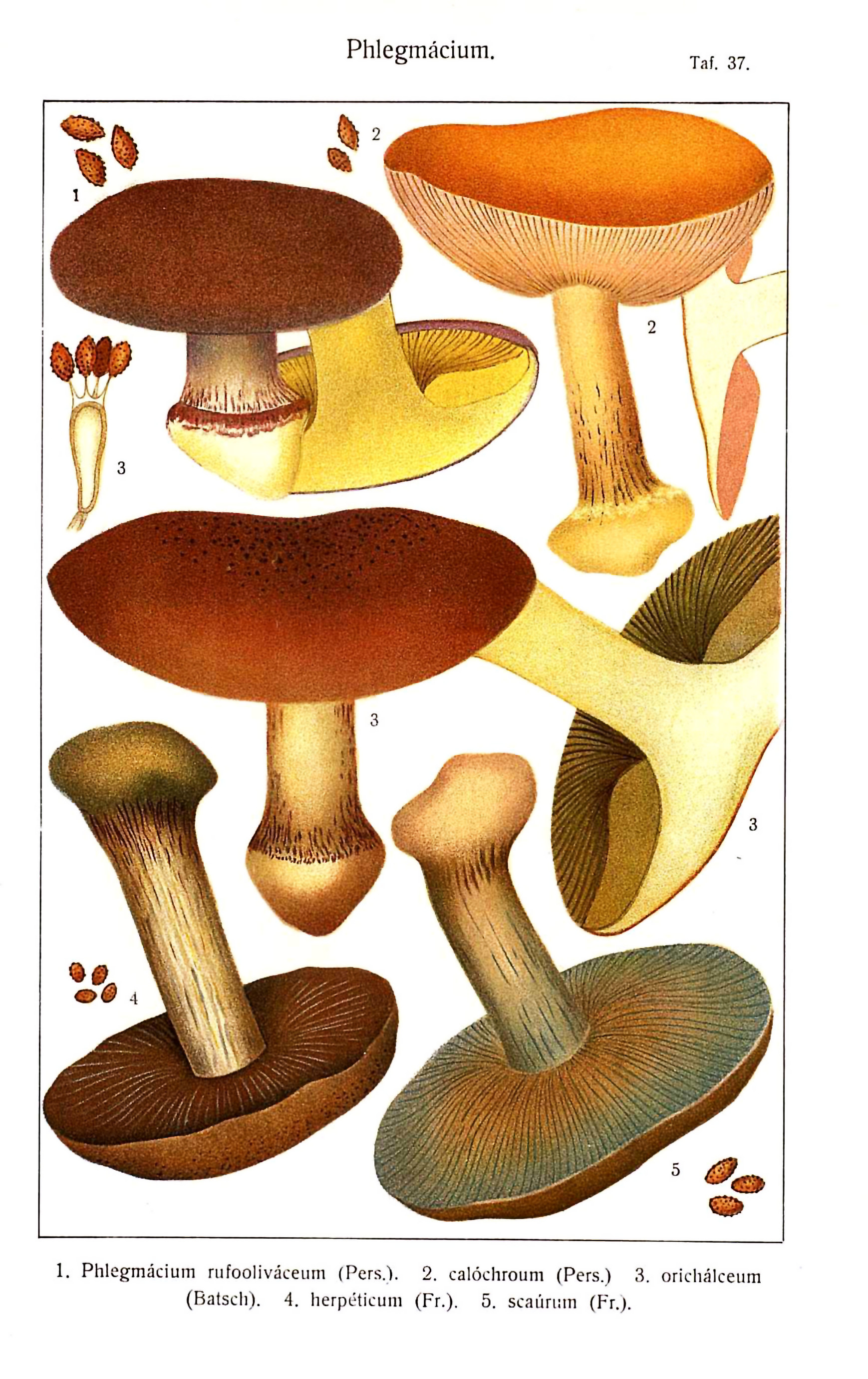